# Großsteingrab Otersen
Das Großsteingrab Otersen (auch Goldberg genannt) war eine vermutliche megalithische Grabanlage der jungsteinzeitlichen Trichterbecherkultur bei Otersen, einem Ortsteil von Kirchlinteln im Landkreis Verden (Niedersachsen). Es wurde um 1870 entdeckt und später zerstört. Über Ausrichtung, Maße und Grabtyp liegen keine näheren Informationen vor.